# Kloster St. Ludgeri (Helmstedt)

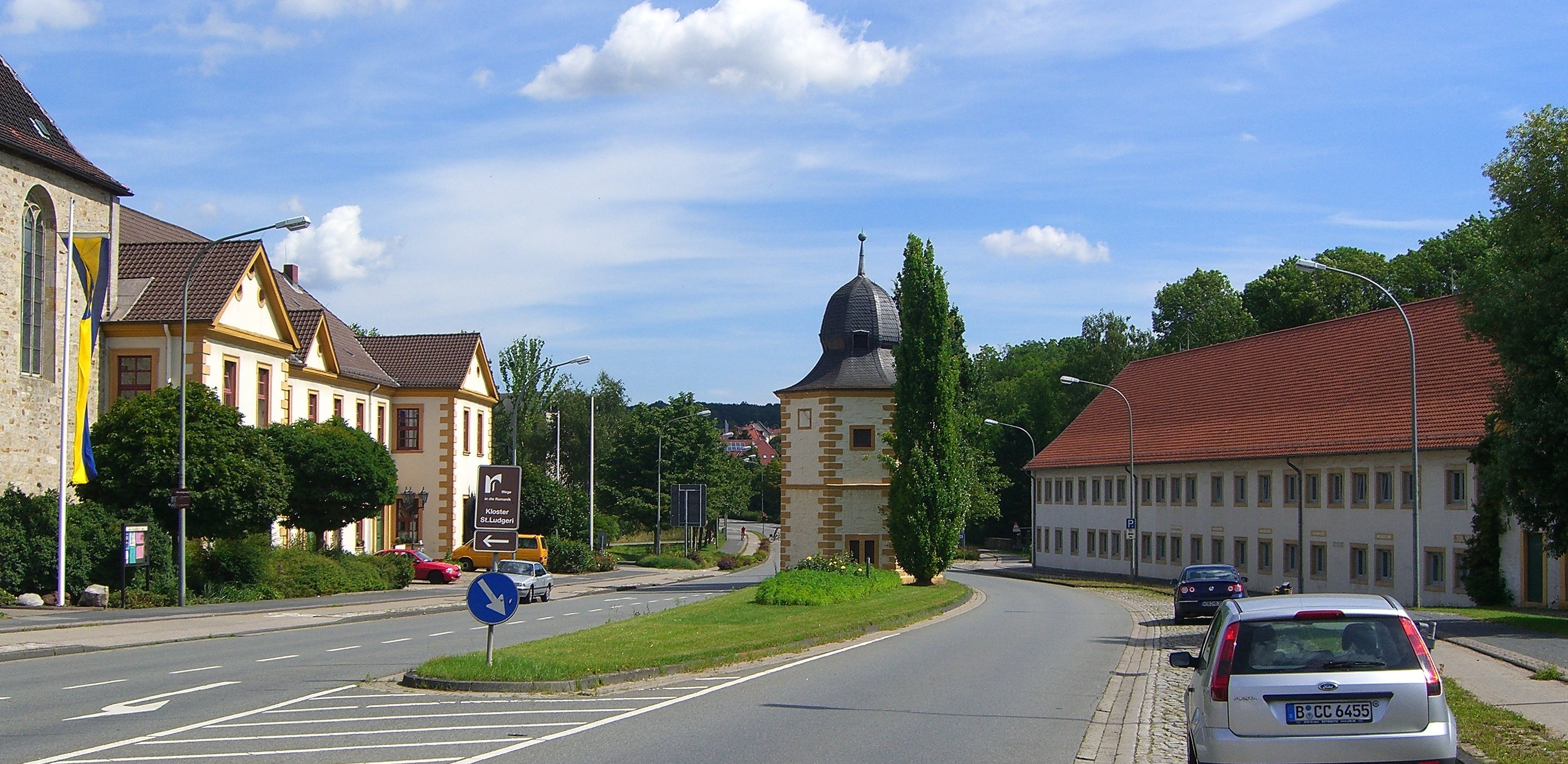
Klostergebäude und Taubenhaus (Bildmitte) in Helmstedt

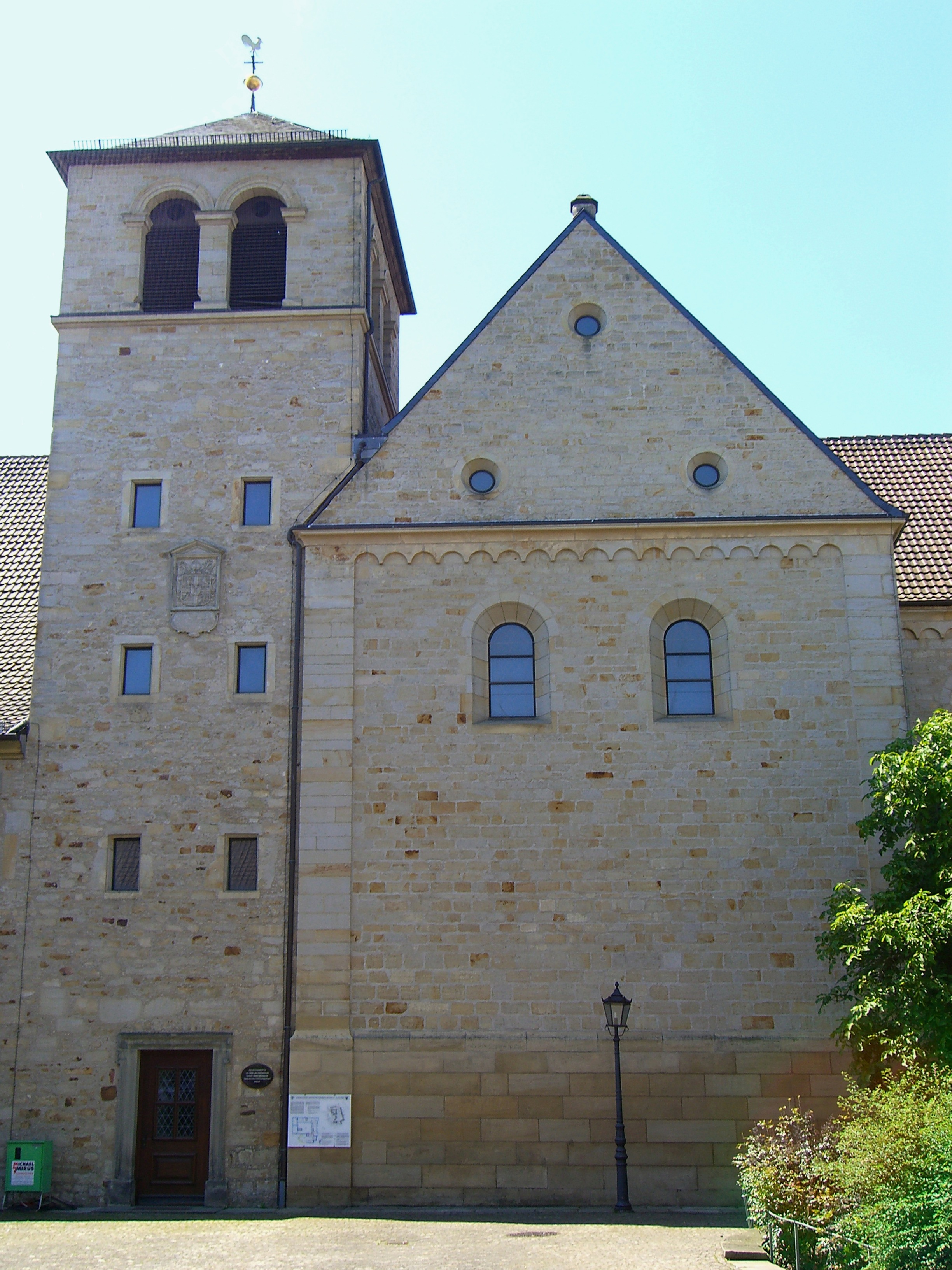
Pfarrkirche St. Ludgeri

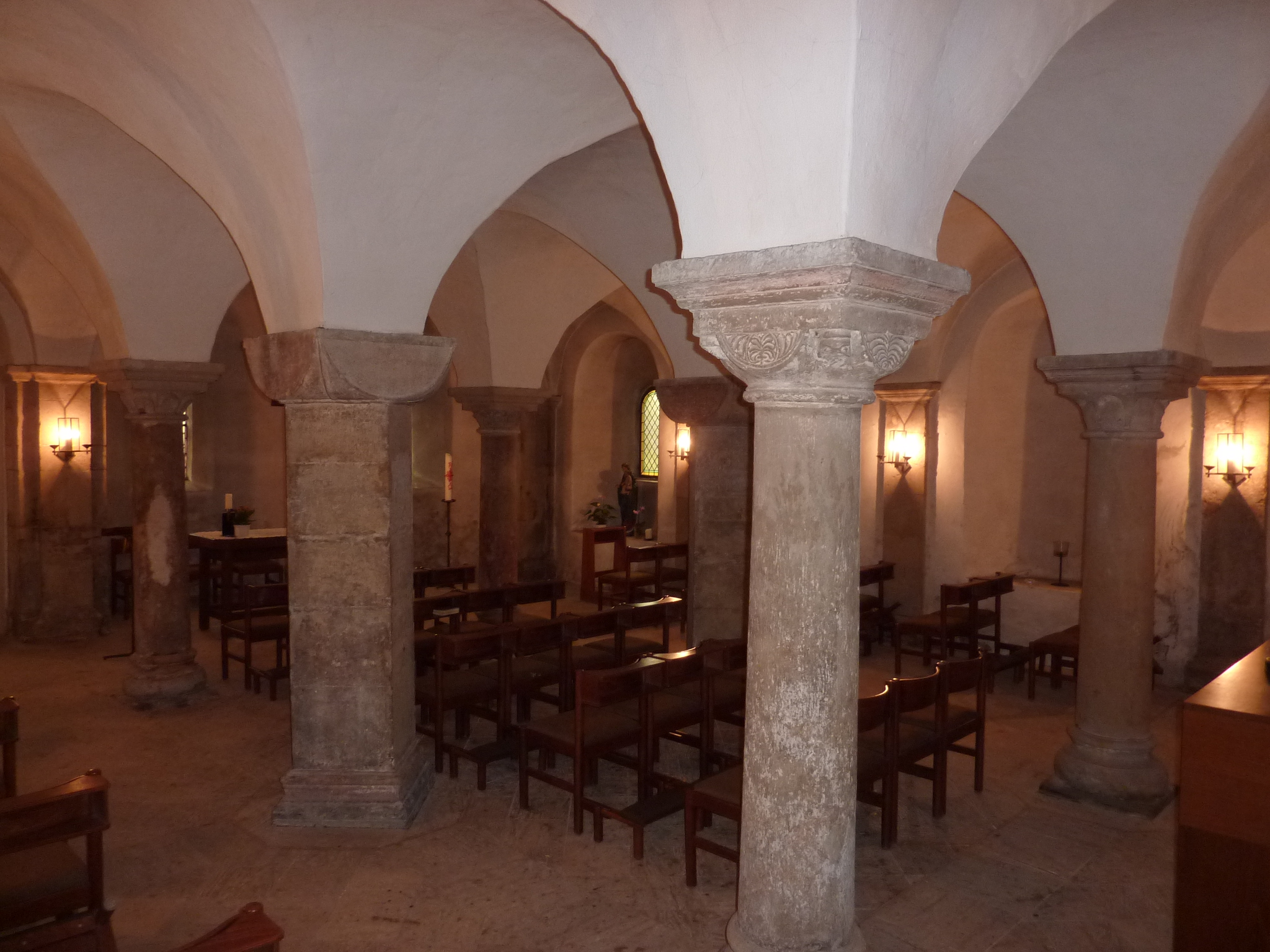
Romanische Krypta

Das Kloster Sankt Ludgeri (lateinisch St. Ludgerus) war eine Benediktinerabtei in der niedersächsischen Kreisstadt Helmstedt in Deutschland. Gegründet um 800, beherrschte es die Stadt Helmstedt bis zum 15. Jahrhundert und blieb bis zu seiner Auflösung 1802 römisch-katholisch.
St. Ludgeri ist eine katholische  Pfarrkirche von Helmstedt Niedersachsen. Ihre Pfarrgemeinde gehört zum Dekanat Wolfsburg-Helmstedt des Bistums Hildesheim.

## Geschichte
Um das Jahr 800 kam der Missionar Liudger im Zuge des Sachsenkrieges mit Karl dem Großen in das Helmstedter Gebiet, um die Sachsen zu christianisieren. An der damaligen Handelsstraße zwischen den braunschweigischen und magdeburgischen Siedlungsgebieten gründete der heilige Liudger das Kloster an der Stelle eines altgermanischen Quellheiligtums. Die Lage des Klosters an dieser im Mittelalter wichtigen Handelsstraße war damals äußerst vorteilhaft, da sie mit den Händlern große wirtschaftliche Vorteile brachte. Bis ins 15. Jahrhundert hinein übten die Äbte des Klosters die Stadtherrschaft über Helmstedt aus. Die Bedeutung des Klosters für die Stadt wird auch durch das Stadtwappen bestätigt, das den heiligen Liudger zeigt.
Das Helmstedter Ludgeri-Kloster war seit seiner Gründung ein Schwester-Kloster der Abtei Werden. Beide Klöster wurden immer in Personalunion geführt, weshalb auch beide Klöster die Doppel-Abtstäbe in ihren Wappen führten. Das Kloster widersetzte sich sämtlichen Reformationsbewegungen des 16. Jahrhunderts und vertrat bis zur Auflösung 1802 die römisch-katholische Glaubenslehre.
Mit Ausnahme der romanischen Doppelkapelle (oben St. Johannes der Täufer, unten St. Petrus) im Innenhof wurde die Klosteranlage nach dem Dreißigjährigen Krieg im Barockstil neu aufgebaut. Später kamen noch das Türkentor sowie das Taubenhaus dazu.
Im Dezember 1802 wurde das Kloster nach den napoleonischen Kriegen säkularisiert. Der Grundbesitz fiel dem Herzogtum Braunschweig-Lüneburg zu. Das Kloster wurde danach als landwirtschaftliche Staatsdomäne geführt, die bis 1977 auf dem Klostergelände bestand und seitdem südlich von Helmstedt weitergeführt wird. Im gleichen Jahr wurde die Verkehrsführung des Helmstedter Stadtringes mit dem Bau einer neuen Straße durch das ehemalige Domänengelände abgeschlossen.
Im Juni 1942 wurde die Kirche durch Brandstiftung zerstört, von 1947 bis 1949 erfolgte ihr Wiederaufbau. 1972 wurde ihr Altarraum durch Claus Kilian umgestaltet. Im August 1983 wurde eine vom Orgelbauunternehmen Franz Breil erbaute Orgel eingeweiht.
1980 erwarb die Diözese Hildesheim das Konventsgebäude für die katholische Kirchengemeinde St. Ludgeri in Helmstedt. Das Klostergebäude wird seit 1986 als katholische Begegnungsstätte genutzt, am 4. Juni 1986 wurde es seiner neuen Bestimmung übergeben.
Mit einer über 1000-jährigen Klostergeschichte, einer 175-jährigen Nutzung als Staatsgut und der heutigen Verwendung als katholische Begegnungsstätte und katholische Pfarrkirche ist das Kloster St. Ludgeri die älteste noch bestehende kirchliche Einrichtung im Braunschweiger Land. Im Gemeindesaal hängt eine Kunststoff-Kopie des Kruzifixes, das 1547 der Überlieferung nach von hier nach Werden zurückgebracht wurde (Werdener Kreuz).
Am 1. März 1998 wurde das Dekanat Helmstedt, zu dem auch die Kirche gehörte, mit dem Dekanat Wolfenbüttel zum neuen Dekanat Helmstedt-Wolfenbüttel zusammengeschlossen. Am 1. November 2006 wurde die Kirche dem damals neu gegründeten Dekanat Wolfsburg-Helmstedt inkorporiert, das aus den Dekanaten Wolfsburg und dem Helmstedter Teil des Dekanates Helmstedt-Wolfenbüttel entstanden war. Zur katholischen Pfarrgemeinde St. Ludgeri gehören seit dem 1. September 2008 auch die Kirchen St. Norbert in Grasleben, St. Mariä Himmelfahrt in Königslutter, St. Bonifatius in Süpplingen und St. Joseph in Wolsdorf. Die St.-Ludgeri-Kirche ist heute die älteste Kirche im Dekanat Wolfsburg-Helmstedt und verfügt über knapp 300 Sitzplätze.

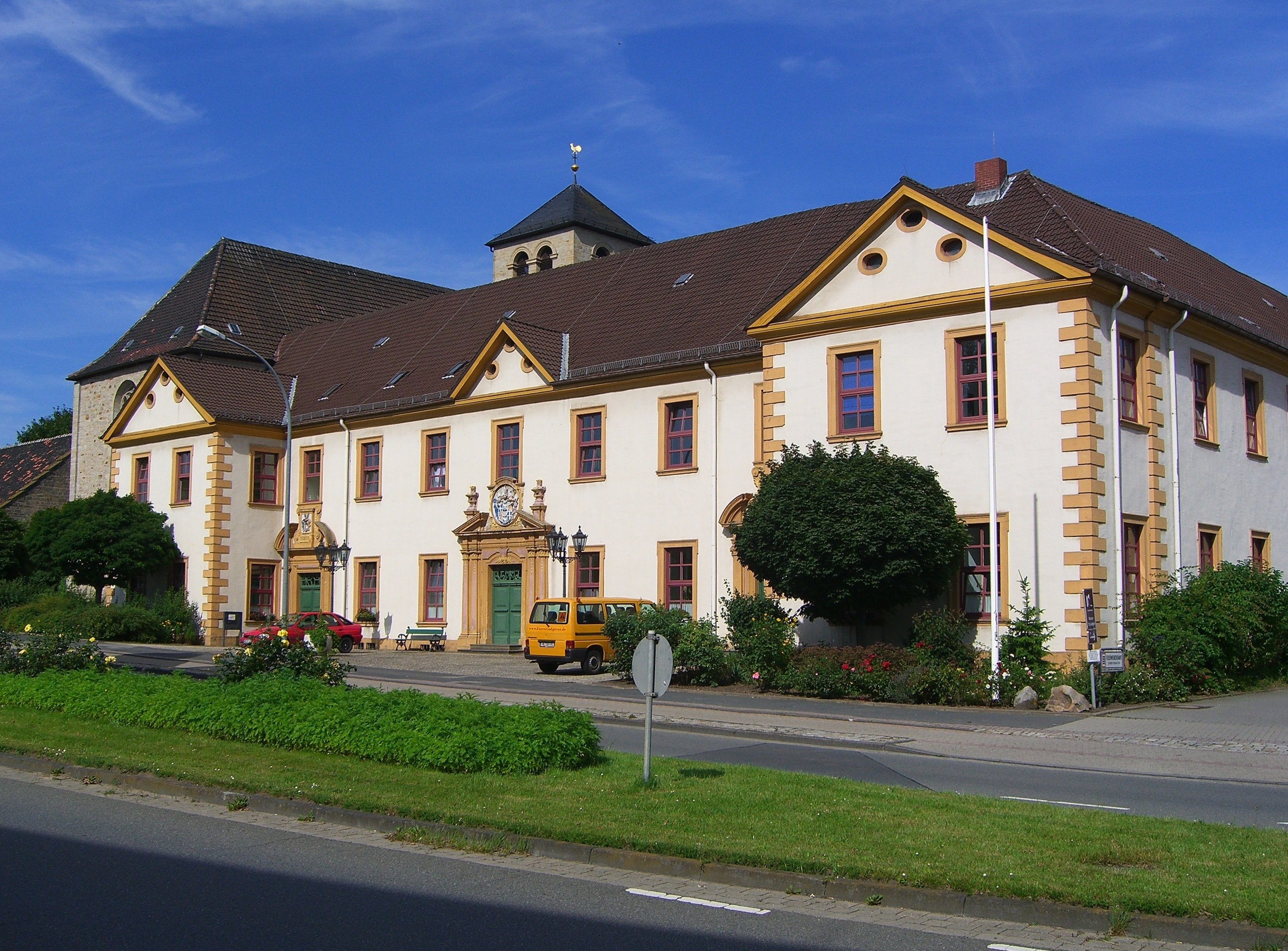
Klostergebäude und Kirche
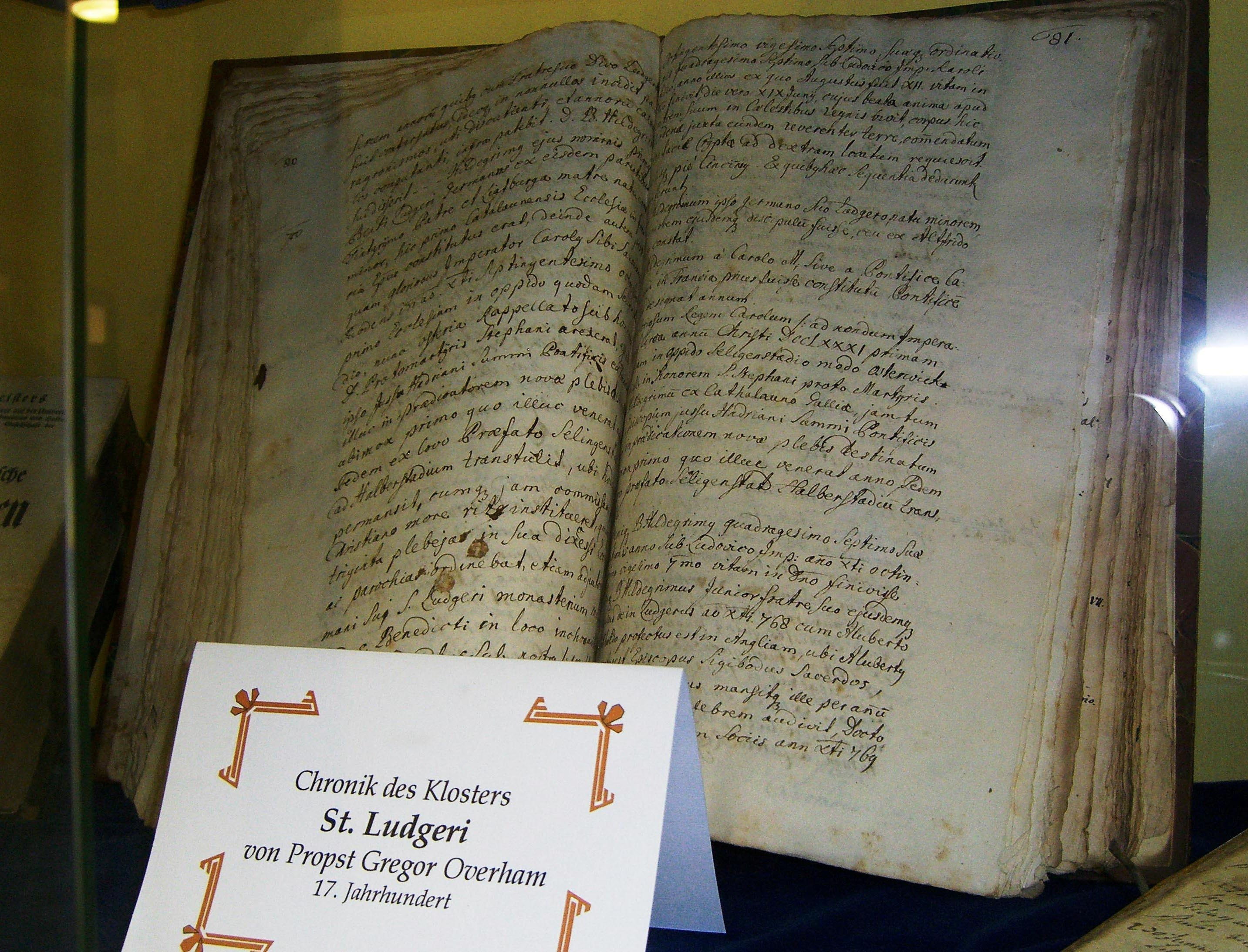
Chronik St. Ludgeri
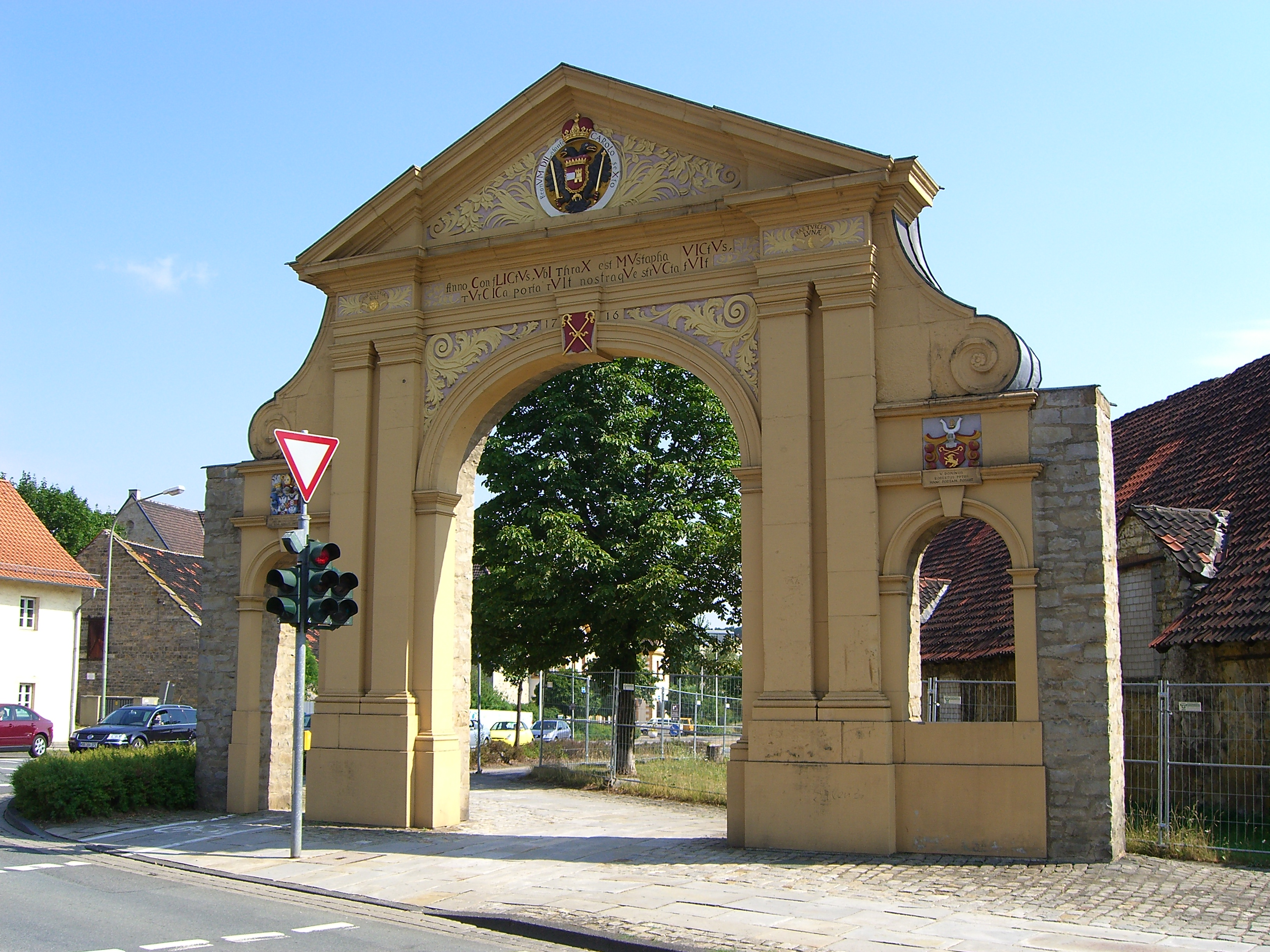
Türkentor
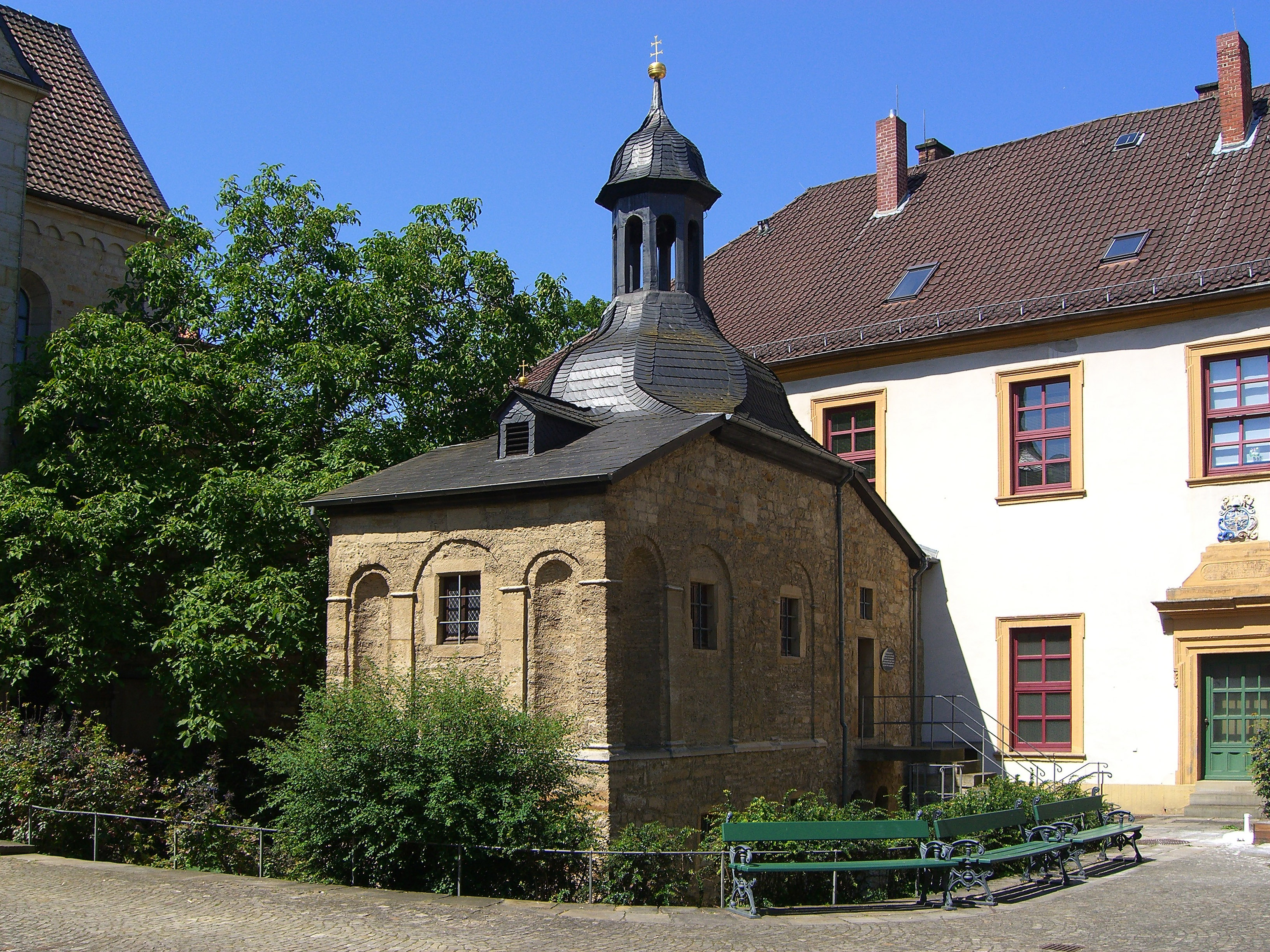
Doppelkapelle im Innenhof des Klostergebäudes